# Mont Assiniboine
Pour les articles homonymes, voir Assiniboine.
Le mont Assiniboine est une montagne du Canada située à la frontière des provinces de la Colombie-Britannique et de l'Alberta. Il est situé à la frontière entre le parc provincial du Mont-Assiniboine (Colombie-Britannique) et le parc national Banff (Alberta), dont il est — avec une altitude de 3 618 m — le plus haut sommet.

## Ascension
La première ascension du mont Assiniboine est réalisée en 1901 par James Outram (en), Christian Bohren et Christian Hasler. En 1925, Lawrence Grassi réalise la première ascension en solitaire. Le 27 août 2001, Lonnie — la petite-fille de Bohren — gravit le mont Assiniboine en compagnie de trois autres personnes pour marquer le centenaire de la première ascension.

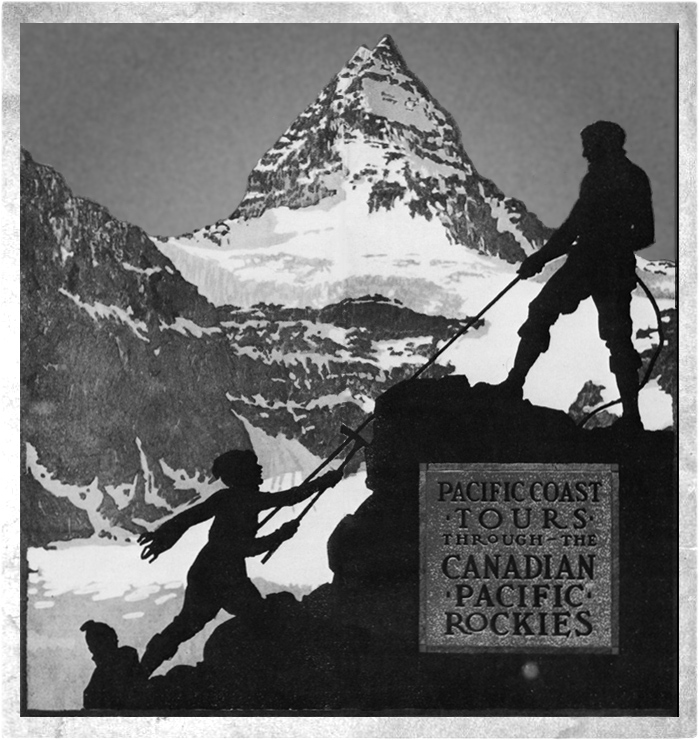
Affiche du Canadian Pacific Railways, vers 1917.